# Justicia chacoensis
Justicia chacoensis är en akantusväxtart som beskrevs av D.C. Wasshausen och C. Ezcurra. Justicia chacoensis ingår i släktet Justicia och familjen akantusväxter. Inga underarter finns listade i Catalogue of Life.